# 八幡町 (千葉県市原郡)
八幡町（やわたまち）は、千葉県市原郡にかつて存在し、昭和の大合併によって消滅した町。現在の千葉県市原市の北部に所在していた。
飯香岡八幡宮の門前町であり、房総往還の宿場町（八幡宿）でもあった八幡を中心とした町である。

## 地理
市原郡（郡域はほぼ現在の市原市と重なる）の北端に位置した町である。西北に東京湾に面しており、1916年（大正5年）時点では北に村田川を隔てて千葉郡生実浜野村（のちの生浜町）、東に菊間村、西南に市原村・五井町に接していた。
1916年（大正5年）に編纂された『千葉県市原郡誌』によれば、八幡（やわた）、五所（ごしょ）、山木（やまき）の3区からなっていた。

## 歴史
- 1889年（明治22年）4月1日 - 町村制施行に伴い、八幡宿・五所金杉村・山木村が合併し市原郡八幡町が発足。
- 1955年（昭和30年）3月31日 - 菊間村と合併し市原町となり消滅。
- 1963年（昭和38年）5月1日 - 市原町、五井町、三和町、姉崎町、市津町が合併し、市原市が発足する。市原町は消滅。

## 町長
- 菅野儀作

## 交通

### 鉄道
- 国鉄（JR東日本）
  - 内房線
    - 八幡宿駅

## 社寺
- 飯香岡八幡宮